# エンリケ・シモネ
エンリケ・シモネ・ロンバルド（Enrique Simonet Lombardo, 1866年2月2日 - 1927年4月20日）は、スペインの画家、挿絵画家。

## 生涯

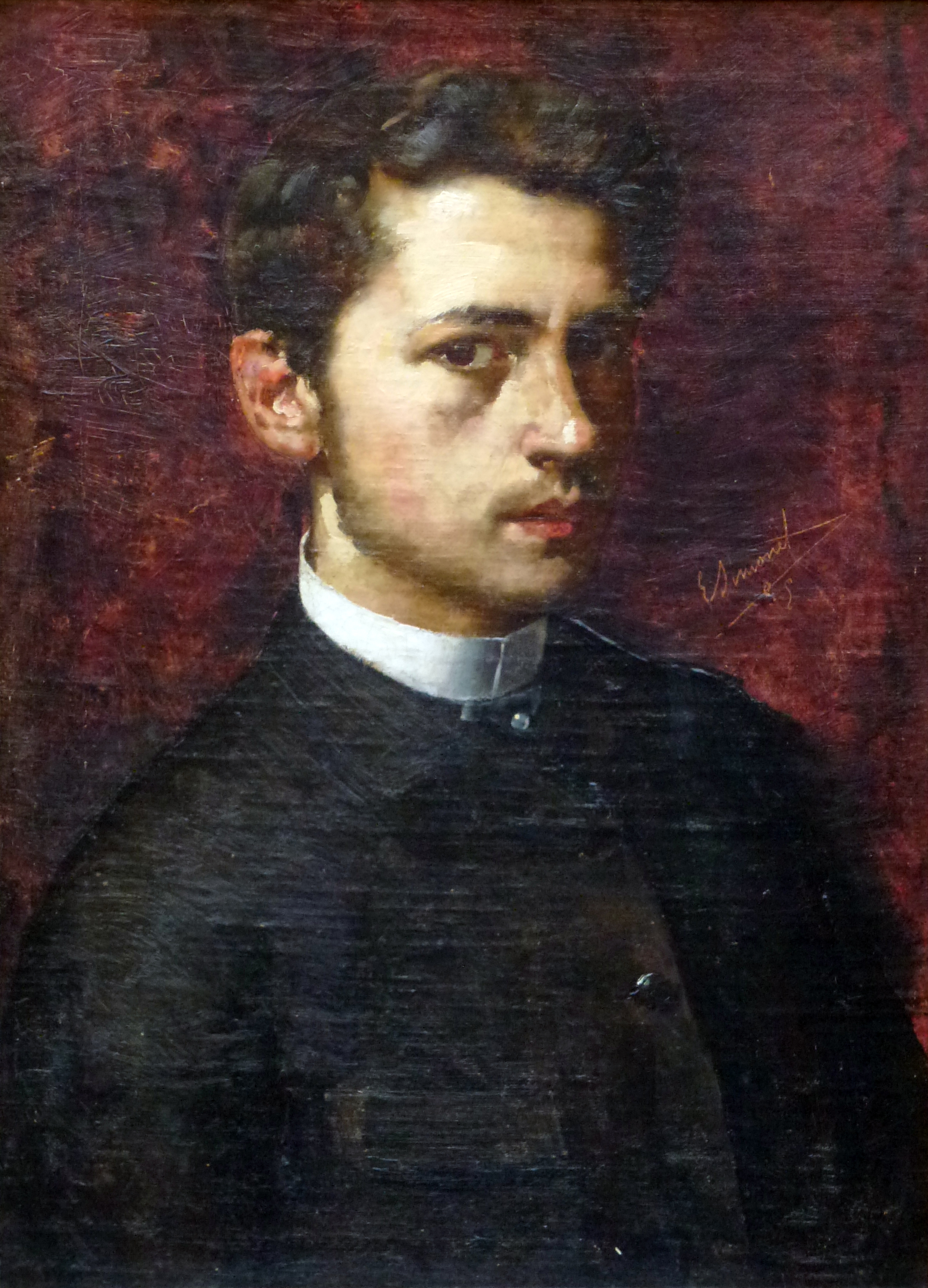
『自画像』(1885年)

元々聖職者だったが、転じて画業に専念した。サン・カルロス王立芸術院にて学び、後にマラガにてベルナルド・フェランディスの工房に入る。1887年に奨学金を得てローマへ行き、イタリア諸国を周った。パリを何度か訪れ、1890年には地中海沿岸を旅した。ローマにて彼の最初の代表作となる《心臓解剖》と《エルサレム入場》を描いた。これらの作品は1892年にマドリッドにて開催された国際展示会で優勝、1894年のシカゴの展示会、1896年のバルセロナでの展示会、1900年のパリでの展示会で最優秀賞を取得するなどの複数の賞を受賞し、シモネは国際的な知名度を得ることとなる。1893年から1894年に掛けて『スペイン人とアメリカ人の教養』誌の通信員として、第一次リーフ戦争の最中であるモロッコを訪れた。1901年、当時分かれていた自然主義の研究室とバルセロナ美術学校の教職を得る。夏の間はビーゴにて過ごした。1911年に聖フェルナンド美術学校に移転し、1921年-1922年に掛けてエル・パウラール邸の長として風景画を描いた。装飾画家として遣わされ、バルセロナ地方高等裁判所に描かれた《法のアレゴリー》とマドリッド地方高等裁判所に描かれた8つの《州のアレゴリー》を収めた。

## 代表作

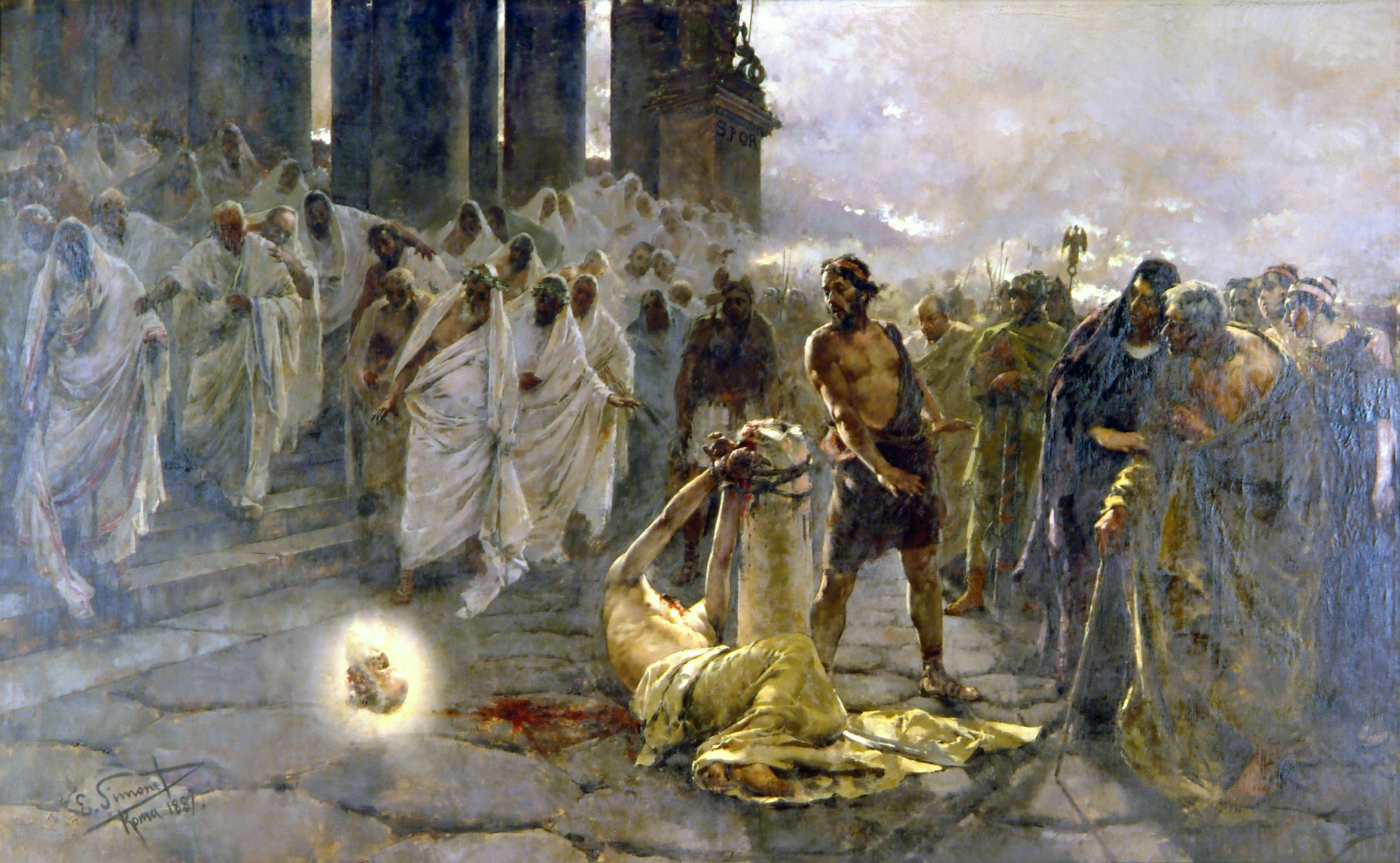
《聖パウロの殉教》 1887
マラガ大聖堂（英語版）所蔵
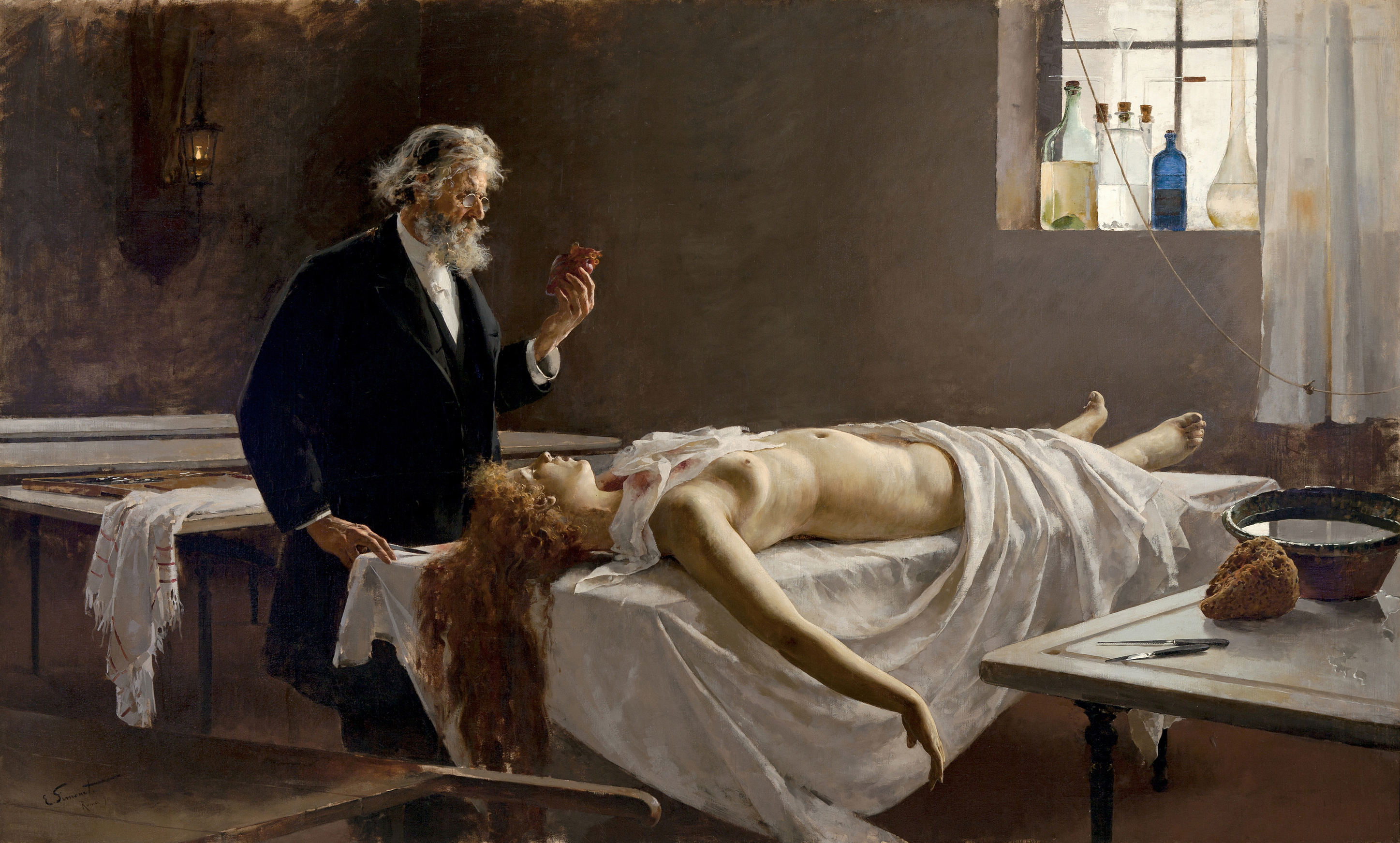
《心臓解剖（スペイン語版）》 1890
マラガ美術館（英語版）所蔵
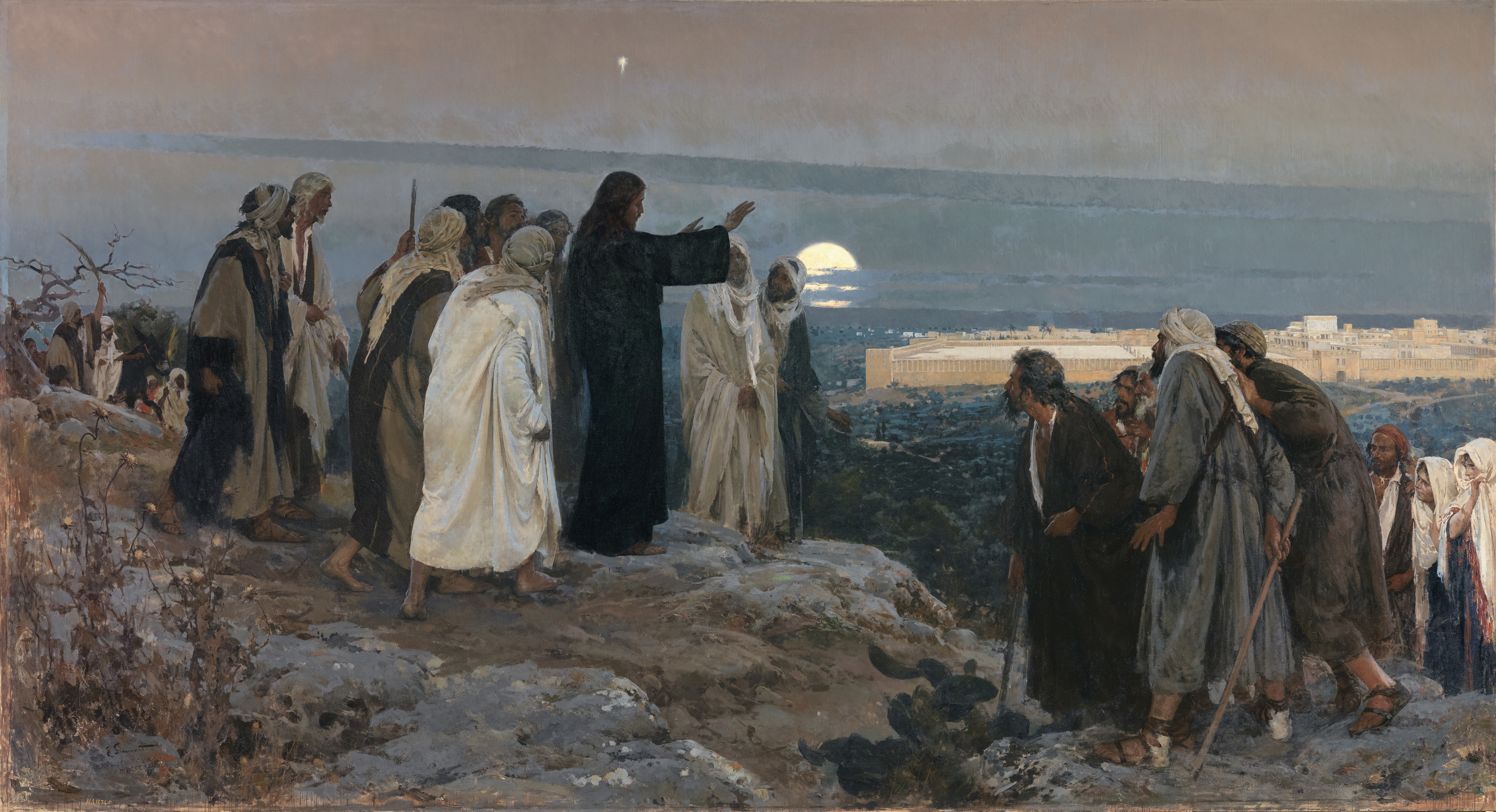
《エルサレム入場》 1892 マラガ美術館所蔵
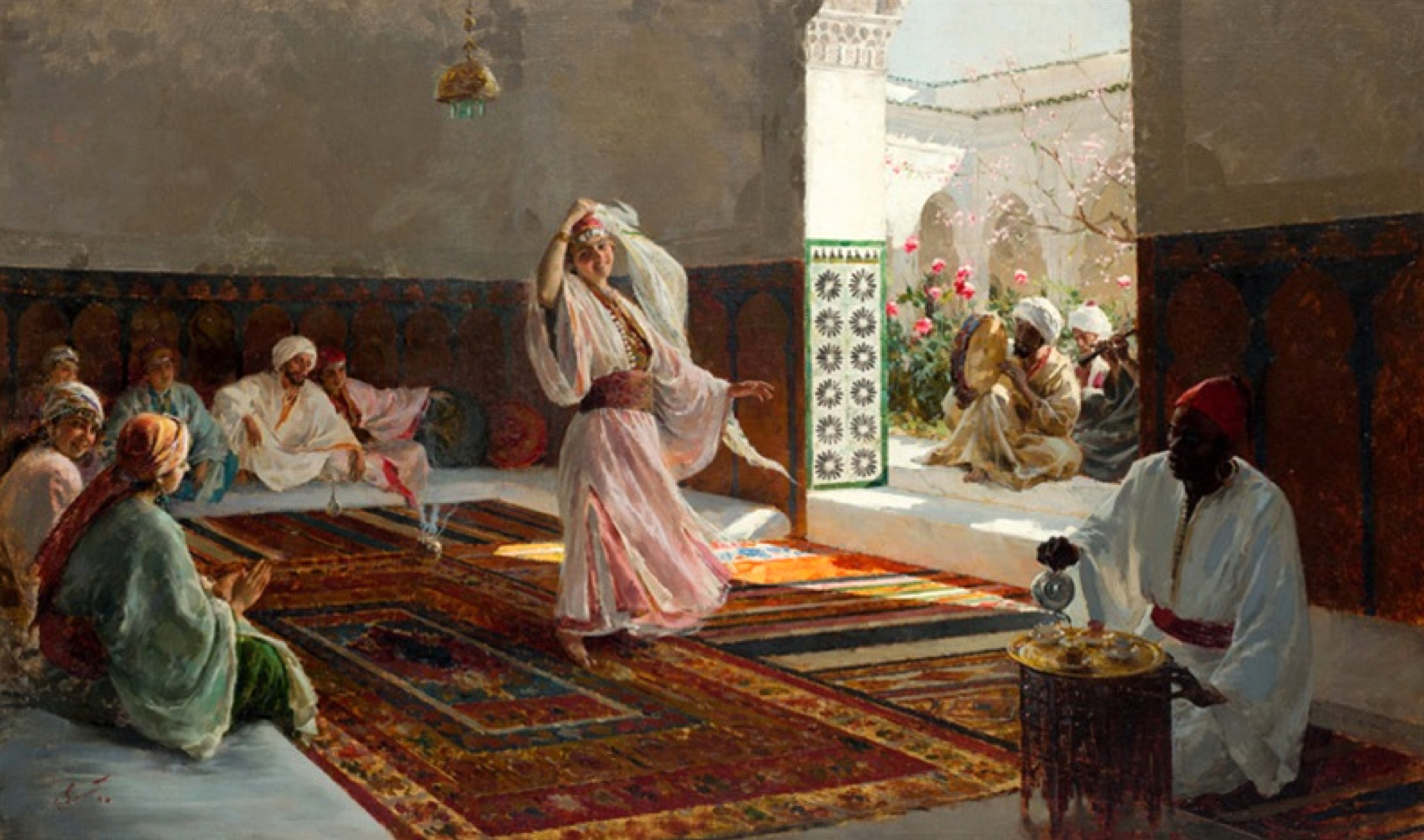
《ベールのダンス》 1896
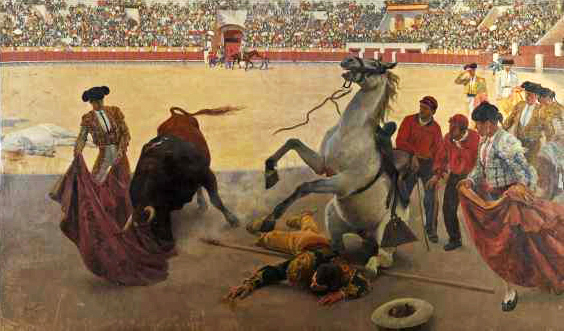
《受け流し》 1897 マラガ美術館所蔵
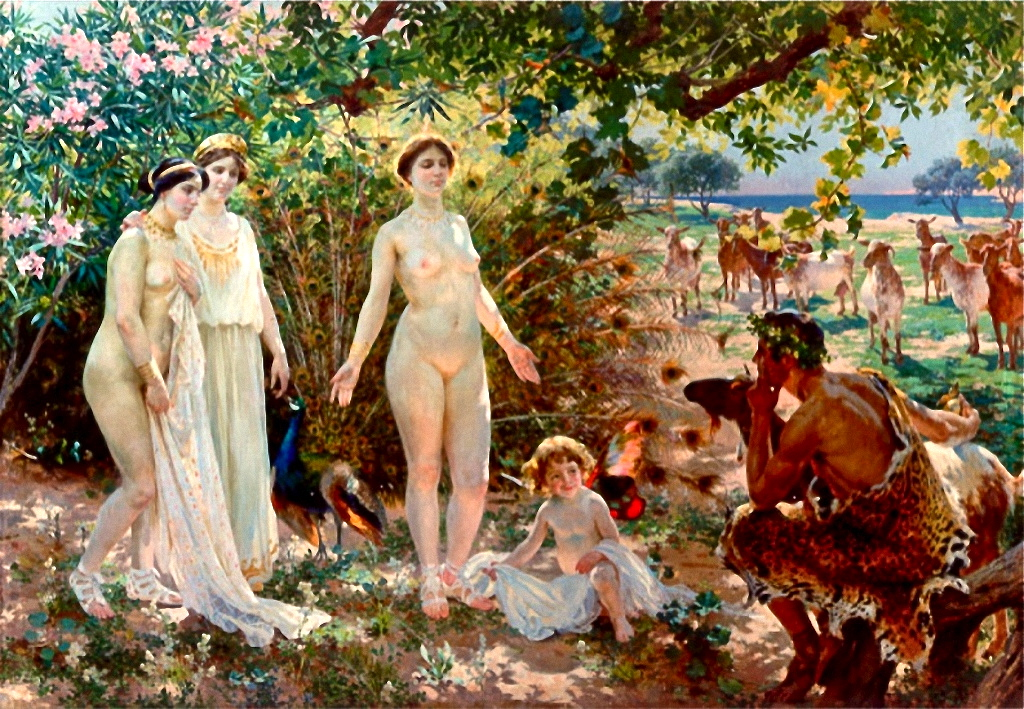
《パリスの審判》 1904 マラガ美術館所蔵